# 约翰·埃弗里特
约翰·埃弗里特（英語：John Everett，1954年9月10日—），美国男子赛艇运动员。他曾代表美国参加1975年泛美运动会赛艇比赛，获得一枚金牌。他也参加了1976年夏季奥运会。